# Maria Tytus Siedlecki
Stanisław Maria Tytus Siedlecki, właśc. Stanisław Siedlecki (ur. 1869, zm. 1955) – biskup pomocniczy Kościoła Katolickiego Mariawitów, wikariusz generalny Zgromadzenia Kapłanów Mariawitów (denominacja felicjanowska).

## Życiorys
Stanisław Siedlecki był księdzem rzymskokatolickim z archidiecezji warszawskiej. Od 1897 pełnił funkcję rektora kościoła bernardynek w Łowiczu. Na początku XX wieku stał się przywódcą ruchu mariawickiego w tym mieście. Zebrał grupę około 250 sympatyków. W 1905 został usunięty przez kurię archidiecezjalną z zajmowanej funkcji i przeniesiony do Białej Rawskiej. Próbował jednak zachować kościół klasztorny Najświętszej Maryi Panny co stało się przyczyną zamieszek w Łowiczu pomiędzy mariawitami i katolikami.
Po ekskomunice Związku Mariawitów w 1906 odszedł z Kościoła rzymskokatolickiego. Był organizatorem parafii mariawickiej pod wezwaniem Przenajświętszego Sakramentu w Łowiczu i jej wieloletnim proboszczem. Był zagorzałym sympatykiem arcybiskupa Jana Marii Michała Kowalskiego i zwolennikiem reform kościelnych i doktrynalnych w Starokatolickim Kościele Mariawitów, które miały miejsce w latach dwudziestych i trzydziestych XX wieku.
W latach dwudziestych XX wieku kapłan Stanisław Maria Tytus Siedlecki był oskarżonym w licznych procesach karnych duchownych mariawickich, które dotyczyły kwestii obyczajowych.
Po rozłamie w łonie mariawityzmu w 1935 opowiedział się za mniejszością i związał się z  denominacją felicjanowską. 9 czerwca 1935 otrzymał sakrę biskupią i wszedł w skład hierarchii duchownej Kościoła Katolickiego Mariawitów. 